# مافوندو شومانا
مافوندو شومانا (بالإنجليزية: Mfundo Shumana)‏ (17 ديسمبر 1985 بكيب تاون في جنوب أفريقيا - ) هو لاعب كرة قدم جنوب أفريقي في مركز الوسط. لعب مع أياكس كيب تاون وموروكا سوالوز وChippa United F.C. ‏.